# Alsfeld-Reibertenrod
Reibertenrod ist ein Stadtteil von Alsfeld im mittelhessischen Vogelsbergkreis. Der Ort liegt nordwestlich der Kernstadt.

## Ortsgeschichte

### Mittelalter
Erstmals wird der Ort Reibertenrod im Jahre 1294 als „Riwarterode“ in einem Kopialbuch des Klosters Immichenhain erwähnt: „predium situm in Riwartsrode“. (Das Anwesen, gelegen in Reibertenrod).
Das Dorf, welches dem Kloster Immichenhain gehörte, wurde nach einem Dorsual im Hessischen Staatsarchiv auf Bitten des Propstes des Klosters vom  hessischen Landgrafen Otto I. für sechs Jahre von allen Steuern und Abgaben befreit. Das galt auch für den Hof Schwabenrod. Im Text heißt es: „friedheit gegeben ... obir Riverterade“. Im Jahre 1700 wird ein Johannes Kurtz aus „Reibeltenroth“ im Ampt Alsfeld genannt. 
Der Ortsname lässt sich als „Siedlung eines Rinwart“ deuten. Diesen Ortsnamen darf man nicht mit dem von Reibertenrode, einer späteren Wüstung zwischen Unter-Seibertenrod und Ober-Ohmen verwechseln.

### Neuzeit
1670 stritten sich die Orte „Vockenrod“ und Reibertenrod um die Hutegerechtigkeit.
Die Statistisch-topographisch-historische Beschreibung des Großherzogthums Hessen berichtet 1830 über Reibertenrod:

„Reibertenrod (L. Bez. Alsfeld) evangel. Filialdorf; liegt 1⁄2 St. von Alsfeld, hat 22 Häuser und 134 Einwohner, die evangelisch sind. Zum Alsfelder Kirchengebiete gehörte im 15. Jahrhundert ein Heygenrade, welches wahrscheinlich dieses Dorf bezeichnet.“

Hessische Gebietsreform (1970–1977)
Zum 31. Dezember 1971 wurde die bis dahin selbständige Gemeinde Reibertenrod im Zuge der Gebietsreform in Hessen auf freiwilliger Basis als Stadtteil nach Alsfeld eingegliedert. Für den Stadtteil Reibertenrod, wie für die übrigen Stadtteile von Alsfeld, wurde ein Ortsbezirk eingerichtet.

### Verwaltungsgeschichte im Überblick
Die folgende Liste zeigt die Staaten und Verwaltungseinheiten, denen Reibertenrod angehört(e):
- vor 1567: Heiliges Römisches Reich, Landgrafschaft Hessen
- ab 1567: Heiliges Römisches Reich, Landgrafschaft Hessen-Marburg, Amt Alsfeld[13]
- 1604–1648: Heiliges Römisches Reich, strittig zwischen Landgrafschaft Hessen-Darmstadt und Landgrafschaft Hessen-Kassel (Hessenkrieg)
- ab 1604: Heiliges Römisches Reich, Landgrafschaft Hessen-Darmstadt, Oberfürstentum Hessen, Oberamt Alsfeld, Amt Alsfeld[14]
- ab 1806: Großherzogtum Hessen,[Anm. 2] Fürstentum Oberhessen, Oberamt Alsfeld, Amt Alsfeld[15][16]
- ab 1815: Großherzogtum Hessen, Provinz Oberhessen, Amt Alsfeld[17]
- ab 1821: Großherzogtum Hessen, Provinz Oberhessen, Landratsbezirk Romrod[18][Anm. 3]
- ab 1829: Großherzogtum Hessen, Provinz Oberhessen, Landratsbezirk Alsfeld
- ab 1832: Großherzogtum Hessen, Provinz Oberhessen, Kreis Alsfeld
- ab 1848: Großherzogtum Hessen, Regierungsbezirk Alsfeld
- ab 1852: Großherzogtum Hessen, Provinz Oberhessen, Kreis Alsfeld
- ab 1867: Norddeutscher Bund, Großherzogtum Hessen, Provinz Oberhessen, Kreis Alsfeld
- ab 1871: Deutsches Reich, Großherzogtum Hessen, Provinz Oberhessen, Kreis Alsfeld
- ab 1918: Deutsches Reich, Volksstaat Hessen, Provinz Oberhessen, Kreis Alsfeld
- ab 1938: Deutsches Reich, Volksstaat Hessen, Landkreis Alsfeld[19][Anm. 4]
- ab 1945: Deutsches Reich, Amerikanische Besatzungszone,[Anm. 5] Groß-Hessen, Regierungsbezirk Darmstadt, Landkreis Alsfeld
- ab 1946: Deutsches Reich, Amerikanische Besatzungszone, Hessen, Regierungsbezirk Kassel, Landkreis Ziegenhain
- ab 1949: Bundesrepublik Deutschland, Hessen, Regierungsbezirk Kassel, Landkreis Ziegenhain
- ab 1972: Bundesrepublik Deutschland, Hessen, Regierungsbezirk Kassel, Vogelsbergkreis, Stadt Alsfeld
- ab 1981: Bundesrepublik Deutschland, Hessen, Regierungsbezirk Gießen, Vogelsbergkreis, Stadt Alsfeld

### Gerichtszugehörigkeit seit 1803
In der Landgrafschaft Hessen-Darmstadt wurde mit Ausführungsverordnung vom 9. Dezember 1803 das Gerichtswesen neu organisiert. Für die Provinz Oberhessen wurde das Hofgericht Gießen als Gericht der zweiten Instanz eingerichtet. Die Rechtsprechung der ersten Instanz wurde durch die Ämter bzw. Standesherren vorgenommen und somit für Reibertenrod durch das Amt Alsfeld. Nach der Gründung des Großherzogtums Hessen 1806 wurden die Aufgaben der ersten Instanz 1821 im Rahmen der Trennung von Rechtsprechung und Verwaltung auf die neu geschaffenen Landgerichte übertragen. „Landgericht Alsfeld“ war daher von 1821 bis 1879 die Bezeichnung für das erstinstanzliche Gericht in Alsfeld, das heutige Amtsgericht, das für Reibertenrod zuständig war.
Anlässlich der Einführung des Gerichtsverfassungsgesetzes mit Wirkung vom 1. Oktober 1879, infolge derer die bisherigen großherzoglichen Landgerichte durch Amtsgerichte an gleicher Stelle ersetzt wurden, während die neu geschaffenen Landgerichte nun als Obergerichte fungierten, kam es zur Umbenennung in Amtsgericht Alsfeld und Zuteilung zum Bezirk des Landgerichts Gießen.

## Bevölkerung
Einwohnerstruktur 2011
Nach den Erhebungen des Zensus 2011 lebten am Stichtag dem 9. Mai 2011 in Reibertenrod 273 Einwohner. Darunter waren 6 (2,2 %) Ausländer.
Nach dem Lebensalter waren 57 Einwohner unter 18 Jahren, 111 zwischen 18 und 49, 84 zwischen 48 und 64 und 54 Einwohner waren älter. Die Einwohner lebten in 99 Haushalten. Davon waren 21 Singlehaushalte, 24 Paare ohne Kinder und 45 Paare mit Kindern, sowie 6 Alleinerziehende und 3 Wohngemeinschaften. In 21 Haushalten lebten ausschließlich Senioren und in 60 Haushaltungen lebten keine Senioren.
Einwohnerentwicklung
| • 1791: | 123 Einwohner            |
| • 1800: | 99 Einwohner             |
| • 1829: | 134 Einwohner, 22 Häuser |
| • 1867: | 122 Einwohner, 20 Häuser |

| Reibertenrod: Einwohnerzahlen von 1791 bis 2020 | Reibertenrod: Einwohnerzahlen von 1791 bis 2020 | Reibertenrod: Einwohnerzahlen von 1791 bis 2020 | Reibertenrod: Einwohnerzahlen von 1791 bis 2020 | Reibertenrod: Einwohnerzahlen von 1791 bis 2020 |
| --- | ----------------------------------------------- | ----------------------------------------------- | ----------------------------------------------- | ----------------------------------------------- |
| Jahr |                                                 |                                                 |                                                 | Einwohner                                       |
| 1791 | 1791                                            |                                                 | 123                                             | 123                                             |
| 1800 | 1800                                            |                                                 | 99                                              | 99                                              |
| 1829 | 1829                                            |                                                 | 134                                             | 134                                             |
| 1834 | 1834                                            |                                                 | 122                                             | 122                                             |
| 1840 | 1840                                            |                                                 | 123                                             | 123                                             |
| 1846 | 1846                                            |                                                 | 127                                             | 127                                             |
| 1852 | 1852                                            |                                                 | 129                                             | 129                                             |
| 1858 | 1858                                            |                                                 | 117                                             | 117                                             |
| 1864 | 1864                                            |                                                 | 121                                             | 121                                             |
| 1871 | 1871                                            |                                                 | 127                                             | 127                                             |
| 1875 | 1875                                            |                                                 | 128                                             | 128                                             |
| 1885 | 1885                                            |                                                 | 141                                             | 141                                             |
| 1895 | 1895                                            |                                                 | 132                                             | 132                                             |
| 1905 | 1905                                            |                                                 | 153                                             | 153                                             |
| 1910 | 1910                                            |                                                 | 154                                             | 154                                             |
| 1925 | 1925                                            |                                                 | 149                                             | 149                                             |
| 1939 | 1939                                            |                                                 | 126                                             | 126                                             |
| 1946 | 1946                                            |                                                 | 222                                             | 222                                             |
| 1950 | 1950                                            |                                                 | 216                                             | 216                                             |
| 1956 | 1956                                            |                                                 | 160                                             | 160                                             |
| 1961 | 1961                                            |                                                 | 141                                             | 141                                             |
| 1967 | 1967                                            |                                                 | 150                                             | 150                                             |
| 1970 | 1970                                            |                                                 | 184                                             | 184                                             |
| 1980 | 1980                                            |                                                 | ?                                               | ?                                               |
| 1990 | 1990                                            |                                                 | ?                                               | ?                                               |
| 2006 | 2006                                            |                                                 | 304                                             | 304                                             |
| 2011 | 2011                                            |                                                 | 273                                             | 273                                             |
| 2015 | 2015                                            |                                                 | 245                                             | 245                                             |
| 2020 | 2020                                            |                                                 | 226                                             | 226                                             |
| Datenquelle: Historisches Gemeindeverzeichnis für Hessen: Die Bevölkerung der Gemeinden 1834 bis 1967. Wiesbaden: Hessisches Statistisches Landesamt, 1968. Weitere Quellen: LAGIS; Stadt Alsfeld; 2006:, 2015:, 2020; Zensus 2011 |                                                 |                                                 |                                                 |                                                 |

Historische Religionszugehörigkeit
| • 1829: | 132 evangelische, zwei römisch-katholischer Einwohner                      |
| • 1961: | 109 evangelische (= 77,30 %), 29 römisch-katholische (= 20,57 %) Einwohner |

## Politik
Für Reibertenrod besteht ein Ortsbezirk (Gebiete der ehemaligen Gemeinde Reibertenrod) mit Ortsbeirat und Ortsvorsteher nach der Hessischen Gemeindeordnung.
Der Ortsbeirat besteht aus fünf Mitgliedern. Bei den Kommunalwahlen in Hessen 2021 betrug die Wahlbeteiligung zum Ortsbeirat 59,16 %. Alle Kandidaten gehörten der Liste „Bürger für Reibertenrod“ an. Der Ortsbeirat wählte Stefan Oberst zum Ortsvorsteher.

## Kulturdenkmäler
Siehe: Liste der Kulturdenkmäler in Reibertenrod

## Infrastruktur
- Im Ort gibt es ein Dorfgemeinschaftshaus, eine Grillhütte und einen Sportplatz.
- Durch den Ort führt die Landesstraße 3145. *Den öffentlichen Personennahverkehr stellt die Verkehrsgesellschaft Oberhessen mit der Buslinie VB-12 sicher.